# بتنرية مفلطحة
بتنرية مفلطحة (الاسم العلمي:Byttneria obtusata) هي نوع من النباتات تتبع جنس البتنرية من الفصيلة الخبازية.